# Marquisat de Salobreña
Le marquisat de Salobreña est un titre nobiliaire espagnol créé par le roi Juan Carlos Ier en 1981 en faveur d'Andrés Segovia, insigne guitariste. Son nom fait référence à la commune de Salobreña, dans la province de Grenade.

## Marquis de Salobreña
- Andrés Segovia Torres, premier marquis de Salobreña.
- Carlos Andrés Segovia, second marquis de Salobreña